# Lago della Rossa
Il lago della Rossa (2 701 m s.l.m.) si trova nelle Valli di Lanzo nel comune Usseglio.

## Descrizione

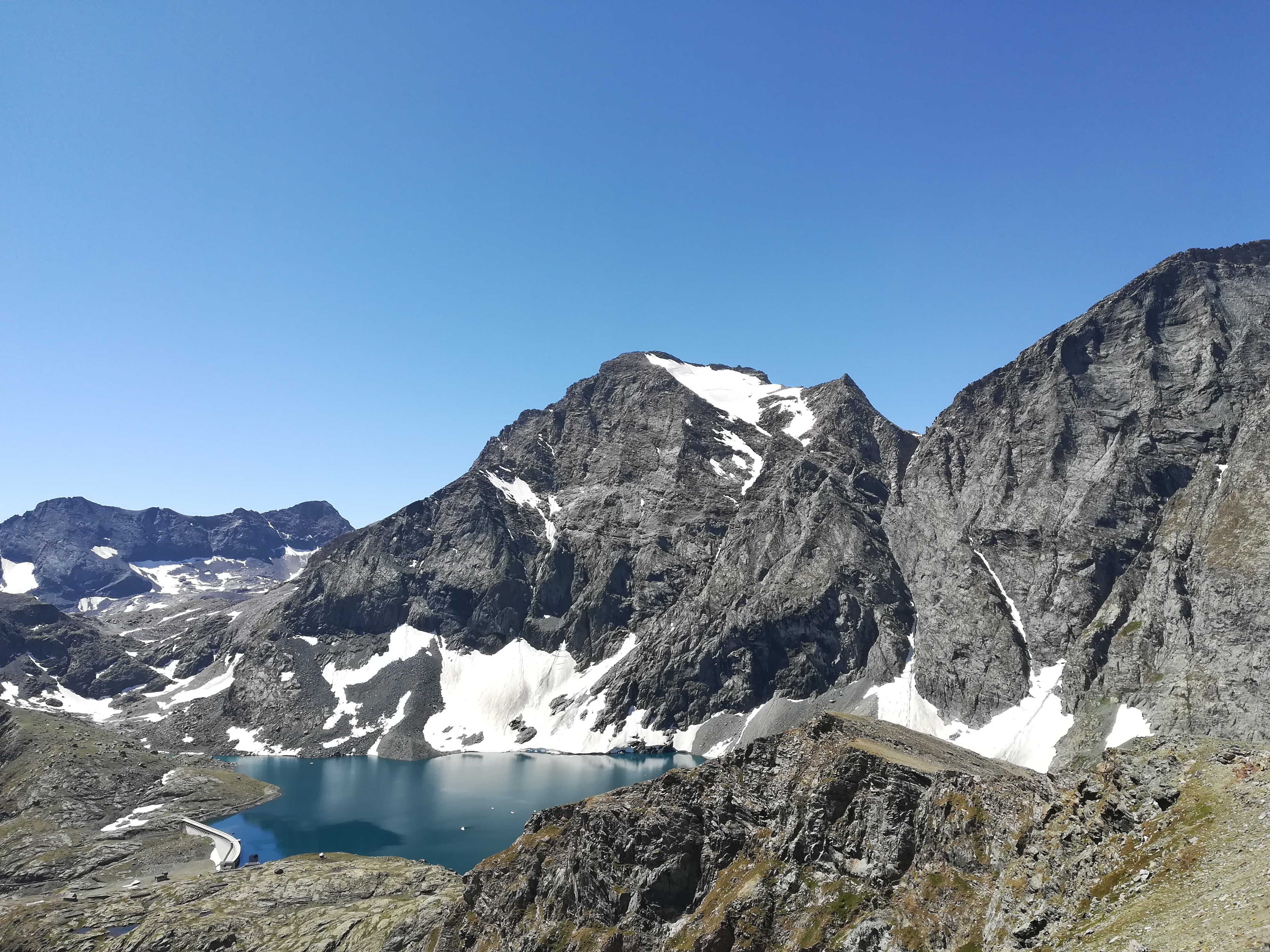
Il lago della Rossa con dietro la Croce Rossa visti dalla Punta Fortino.

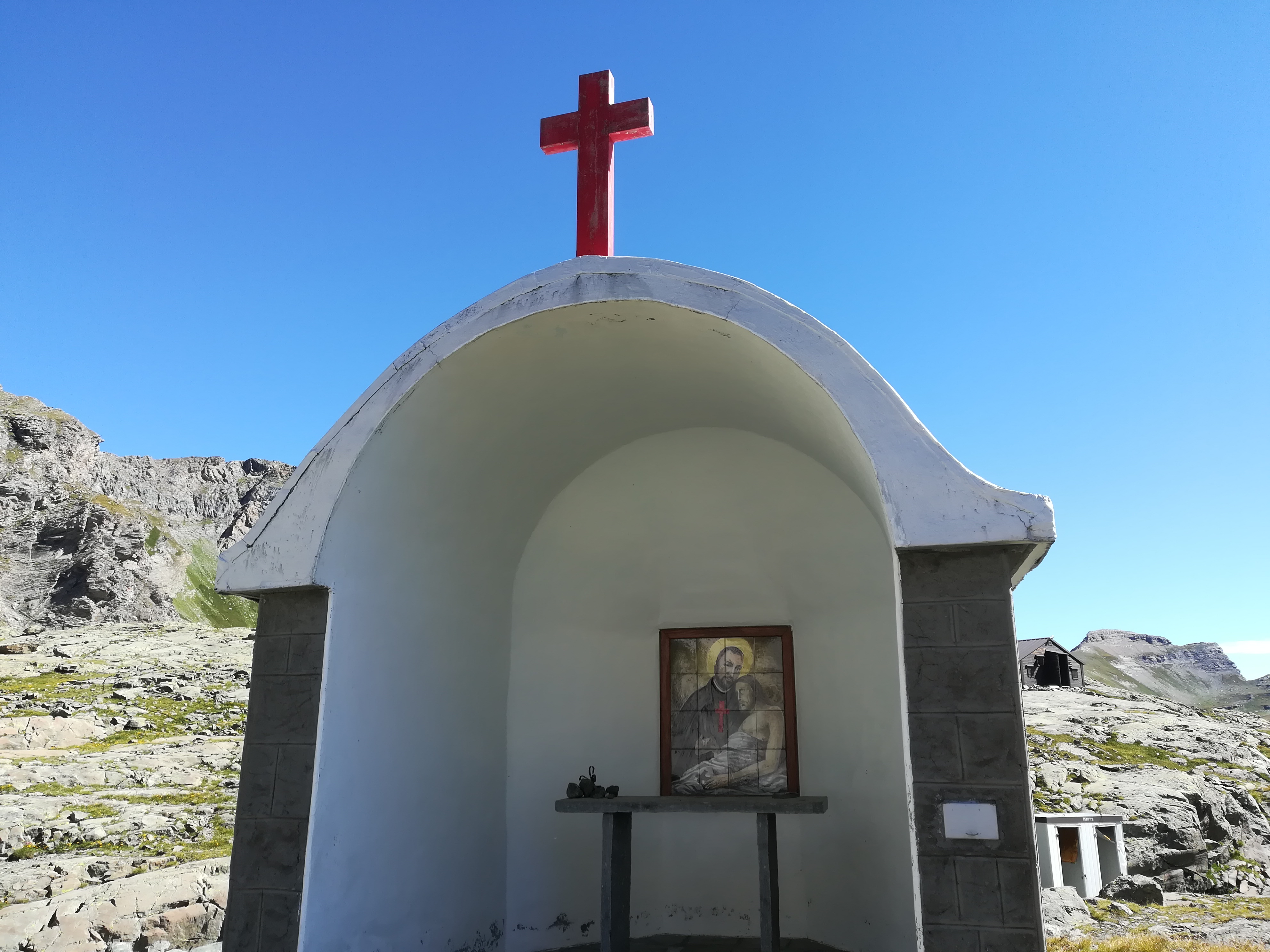
La cappella dedicata a san Camillo de Lellis e collocata nei pressi del lago. Dietro si intravede il bivacco San Camillo.

Collocato nell'alto del vallone d'Arnas, valle laterale della valle di Viù il lago della Rossa è il più esteso delle tre valli di Lanzo. Prima della costruzione della diga esisteva un piccolo laghetto il cui nome, trasmesso all'alveo artificiale, prende il nome dalla Cima della Croce Rossa, i cui nevai scendono a lambire il lago.
Vista l'altitudine a cui si trova è possibile anche in estate ammirare dei piccoli iceberg galleggiare sulla superficie.
Nei pressi del lago si trova una cappella dedicata a san Camillo de Lellis.

## Storia
Per la costruzione della diga fu necessario costruire una ferrovia Decauville tra Usseglio e il lago Dietro la Torre a quota 2 366 m. I lavori iniziarono a luglio del 1931 e si conclusero nel 1934, un arco di tempo molto ristretto, considerando che la neve copre il territorio per periodi di 8-10 mesi all'anno. La diga era al tempo lo sbarramento idrico a quota più elevata d'Europa.

## Punti d'appoggio
Nei pressi del lago si trova il bivacco San Camillo.
Non molto lontano dal lago si trovano il rifugio Luigi Cibrario e il rifugio Bartolomeo Gastaldi.